# Кейден Кросс
Кімберлі Ніколь Реткемп, відома як Ке́йден Кросс (англ. Kayden Kross; нар. 15 вересня 1985, Сакраменто, США) — американська порноакторка, еротична модель, режисерка порнофільмів, лобістка порноіндустрії. Також працює моделлю під псевдонімом Дженна Ніколь.

## Біографія
Народилася і виросла в Сакраменто, штат Каліфорнія.
З 2012 року одружена з французьким порноактором Мануелем Феррарою, з яким познайомилася у 2007 році. Після початку стосунків Кайден почала зніматися тільки в лесбі-порно або вдвох із Мануелем.
У січні 2014 року народила дочку.

## Порноіндустрія
Закінчуючи університет у Сакраменто, вона підписала ексклюзивний контракт зі студією Vivid Video в листопаді 2006 року. Її перші фільми в Vivid: Kayden's First Time, Hard Time та Be Here Now. Через незадоволеність компанією вона через рік стала вільною агенткою, коли її контракт закінчився.
Після одного місяця вільною агенткою вона підписала ексклюзивний контракт з Adam & Eve. Була названа Penthouse Pet місяця на вересень 2008 року.
2 вересня 2008 року запущений офіційний вебсайт Кросс — ClubKayden.com.
У жовтні 2008 року Кросс було пред'явлено звинувачення в крадіжці та порушення Цивільного кодексу Каліфорнії. Кросс знялася в 2010 AVN Best Feature «The 8th Day» і зображує Елін Нордегрен в художньому фільмі Adam and Eve.
Кросс стала акторкою Digital Playground з багаторічним контрактом з 1 січня 2010 року. Її перший фільм з компанією, The Smiths, увінчаний відразу ж у чартах продажів і продовжує бути бестселером.
У січні 2011 року CNBC назвав Кросс однією з 12 найпопулярніших зірок у порно.
2013 року стала однією з 16 акторок документального фільму Дебори Андерсон «Збуджена» (англ. «Aroused»).

### Поза порнографією
Кросс регулярно пише до журналів «Complex», «Xbiz» та у блозі на xcritic.com.

## Нагороди
- 2007 Adultcon Топ-20 акторок для дорослого кіно[19]
- 2008 Penthouse Pet Of The Month — Вересень
- 2009 Hot d'Or — Найкраща американська старлетка[20]
- 2010 Venus Awards — Найкраща міжнародна акторка[21]
- 2010 Erotixxx Award — Найкраща акторка США
- 2010 Nightmoves Awards — Найкраща виконавиця: вибір прихильників[22]
- 2010 TLA Raw Awesome Asset Awards — Найкраще тіло[23]
- 2011 AVN Award — Best All-Girl Group Sex Scene — Body Heat[24]
- 2011 AVN Award (The Fan Awards) — Wildest Sex Scene — Body Heat[24]
- 2011 XBIZ Award — Acting Performance of the Year, Female — Body Heat[25]
- 2013 XBIZ Award — Best Scene (All-Girl) — Mothers & Daughters[26]